# آنا اسپن
آنا ارواسمیت (به انگلیسی: Anna Arrowsmith) که با نام آنا ایموجن تامپسون (به انگلیسی: Anna Imogen Thompson) در ۲۷ فوریه ۱۹۷۲ در گرینویچ، لندن زاده شد و با نام مستعار آنا اسپن (به انگلیسی: Anna Span) کار می‌کند، کارگردان و تهیه‌کننده پورنوگرافی اهل انگلستان است.